# Čuki
Čuki so slovenska zabavna in narodnozabavna glasbena skupina. Ustanovljena je bila leta 1989.

## Delovanje
Skupina Čuki je z delovanjem začela leta 1989. Ustanovila sta jo Jože Potrebuješ in Marko Vozelj, ki sta se spoznala med služenjem vojaškega roka, ter Vinko Cankar in Marjan Malovrh, ki sta že prej občasno nastopala skupaj. Prvi nastop so izvedli 11. novembra 1988 v gostilni Vrtnar v Podlipi. Nastopili so kot trio brez Marka Vozlja, ki se je pridružil leto kasneje. Leta 1990 so izdali svojo prvo kaseto z naslovom Na licu bela solza, leto pozneje pa kaseto Rdeča mašna. Obe sta izšli v zlati nakladi.
Leta 1992 je bilo za Čuke prelomno. Ustvarili so skladbo Krokodilčki in za njo posneli svoj prvi videospot. Kasneje so posneli še skladbe Vsepovsod ljubezen, Ta vlak, Poletna in Hugo. Leta 1994 so ustvarili spot za pesem Zanzibar. Šlo je za tisti čas enega najdražjih slovenskih videospotov. Posnet je bil v treh dneh v studiu Viba film. Glavni vlogi sta odigrala Jože Potrebuješ (kot zapeljivec iz parka) in Marko Vozelj (kot zapeljivec iz Zanzibarja). V vlogi statistov so pomagali tudi prijatelji in sorodniki članov skupine. Skupno je nastalo za 15 minut materiala.
Leta 1995 so Čuki posneli hit Kavbojci in Indijanci, videospot za katerega je režiral Branko Đurić - Đuro in je nastal v enem kadru na stružnici v tovarni Litostroj. V prvem desetletju so dvakrat prejeli viktorja popularnosti za najbolj priljubljeno glasbeno osebnost oziroma skupino - prvič za leto 1993, drugič pa za leto 1995. Bili so nominirani tudi za leto 1996, a ga je takrat osvojil Adi Smolar. Prvi osvojen viktor je člane presenetil, saj niso imeli pripravljenega govora, a ga je Jože Potrebuješ v zadnji minuti uspel sestaviti. V letu 1997 je sledila izdaja albuma Zobar.
Leta 1998 je skupino zapustil klaviaturist Marjan Malovrh. Kot nadomestek je Jože Potrebuješ k skupini povabil svojega bratranca Matjaža Končana. Istega leta so Čuki posneli svojo prvo oddajo Čuk TV - veliki šov, ki je vseboval vse dotedanje lastne videospote in igrani program v lastni režiji. Sledili sta še pesmi Štorklje in Hozntregarji. Naslednje leto so bili Čuki s strani radia Ognjišče povabljeni, da bi nastopili na obisku papeža Janeza Pavla II. v Mariboru in ustvarili pesem o Slomšku. Sprva so sprejeli le nastop, ustvarjanje nove skladbe pa zaradi pomanjkanja časa zavrnili. Kasneje so uspeli ustvariti skladbo Slomšek je naš patron. Leta 2000 so posneli kaseto z narodnozabavno vsebino, naslovljeno Narodni Čuki, s pesmimi, kot so Kraljestvo naše sreče, S kitaro po stari Ljubljani in Ta sosedov Francelj ter pesem Ferrari polka, pri kateri je sodeloval športni komentator Miran Ališič. V letu 2002 so posneli kompilacijo dotedanjih hitov Čuki – Za podnevi in ponoči: uspešnice 1989 - 1999.
Leta 2003 je sledila pesem Komar, pri kateri je sodelovala Pika Božič. Prav tako so istega leta posneli muzikal Božič s Čuki. Leta 2004 je nastala uspešnica Hubba Bubba in njen istoimenski videospot. Leta 2005 so posneli narodnozabavno uspešnico Ena po domače, leta 2006 skladbo in videospot Pancer Tanc, pozneje pa poletni hit Mi gremo pa na morje. V oddaji Spet doma na Televiziji Slovenija pa so se predstavili s pesmijo Greva gor v hribe.
Leta 2008 je skupino zapustil Marko Vozelj, ki se je podal na samostojno glasbeno pot. Nadomestil ga je Jernej Tozon. Leta 2011 so Čuki posneli kompilacijski album s pesmimi iz otroške oddaje Ribič Pepe na TV Slovenija. Za tem so sledile uspešnice, kot na primer napitnica Zdaj pa kozarce vsi v zrak, ki je nastala ob 25-letnici samostojnosti Slovenije. Februarja 2017 je zasedbo zaradi upokojitve zapustil basist Vinko Cankar. Namesto njega se je pridružil Miha Novak, dotedanji član Ansambla Štajerski fakini. Kmalu po njegovem prihodu so Čuki posneli videospot za novo skladbo Ruzak, v katerem je nastopila tudi profesionalna plesalka Jagoda Batagelj, soplesalka Jerneja Tozona v televizijskem šovu Zvezde plešejo.
Leta 2018 so Čuki nastopili na jubilejnem koncertu v Gallusovi dvorani Cankarjevega doma ob svoji 30-letnici delovanja. Na koncertu so nastopili znani glasbeni gostje (med drugimi Modrijani, Jan Plestenjak, Alfi Nipič, Ribič Pepe, Mama Manka, Tilen Artač, Prifarski muzikanti, Vili Resnik in Boris Kopitar) ter bivši člani zasedbe: Marjan Malovrh, Vinko Cankar in Marko Vozelj. V 2019 je sledila izdaja albuma Punca, drž' se stran od mene!, na katerem se poleg istoimenske naslovne skladbe najdejo tudi skladbe, kot so leto prej predstavljena Če se od spominov da živet', pri kateri so sodelovali Kvatropirci ter Gremo na morje. V letu 2022 so na zadnji dan predvajanja 14. sezone oddaje Ribič Pepe na svojem uradnem YouTube kanalu izdali novo pesem Avtobus, pri snemanju katere so sodelovali otroški program RTV Slovenija, Ribič Pepe in plesalci Plesnega Mesta, obenem pa so se v zabavno-glasbeni oddaji Pri Črnem Petru na Planet TV predstavili z novo izvedbo skladbe Krokodilčki. S pevko Alyo pa so še posneli uspešnico Ma ni da ni.

## Zasedba
Trenutna zasedba skupine Čuki je od leta 2017 sledeča:
- Jože Potrebuješ: vokal, kitara, vodja skupine
- Jernej Tozon: vokal, ritem kitara, ustna harmonika
- Matjaž Končan: klaviature, harmonika
- Miha Novak: bas kitara, kontrabas, bariton

Skozi čas od ustanovitve zasedbe so se zvrstili tudi naslednji člani:
- Marjan Malovrh: harmonika, klaviature, trobenta (1989 – 1998)
- Marko Vozelj: vokal, ritem kitara (1989 – 2008)
- Vincencij Cankar: pihala, kontrabas, bas kitara, bariton, ustna harmonika (1989 – 2017)

## Diskografija
Skupina Čuki je do sedaj izdala naslednje kasete in CD-je:
1. Na licu bela solza (ZKP RTV Slovenija, 1990)
2. Rdeča mašna (ZKP RTV Slovenija, 1991)
3. Krokodilčki (ZKP RTV Slovenija, 1992) (82 000 prodanih nosilcev zvoka)[14]
4. Zanzibar (ZKP RTV Slovenija, 1993) (50 000 - 60 000 prodanih nosilcev zvoka)
5. Vsepovsod ljubezen (ZKP RTV Slovenija, 1994)
6. Kavbojci in Indijanci (ZKP RTV Slovenija, 1995) (50 000 - 60 000 prodanih nosilcev zvoka)
7. Promo izdaja (promocijska vinilna plošča, 1996)[15]
8. Zobar (ZKP RTV Slovenija, 1997)
9. Hozntregarji in ta hitri hiti (ZKP RTV Slovenija, 1997)
10. Čuki in štorklje (Dallas Records, 1999)
11. Kraljestvo naše sreče (Dallas Records, 2000)
12. Ferrari polka (Dallas Records, 2001)
13. Za podnevi in ponoči: Uspešnice 1989 – 1999 (Dallas Records, 2002)
14. Komar: Slovenija pleše Vol. 1 (Dallas Records, 2003)
15. Hubba Bubba (Dallas Records, 2005)
16. Ena po domače (Dallas Records, 2005)
17. Mi gremo pa na morje (Dallas Records, 2006)
18. Pancer Tanc (Dallas Records, 2007)
19. Mal' naprej pa mal' nazaj (Dallas Records, 2009)
20. Ribič Pepe (Plesno mesto, PTB, 2011)
21. Bam bam bam (PTB, 2014)
22. Punca, 'drž se stran od mene (PTB, 2019)

## Uspešnice
Skupina Čuki je znana po skladbah, kot so:
- Rdeča mašna
- Vso srečo ti želim
- Krokodilčki
- Poletna
- Ta vlak
- Zanzibar
- Črne oči
- Hugo
- Na zdravje
- Ko se zaljubiš
- Liter vode in en poljub
- Kavboljci in indijanci
- Na licu bela solza
- Sreča me je zapustila
- Sonce
- Zobar
- Vsepovsod ljubezen
- Štorklje
- Esmeralda
- Komar
- Ferrari polka
- Ta sosedov Francelj
- Sankaška polka
- Ena po domače
- Poslednji rod
- Raketa pod kozolcem
- Hubba bubba
- Mi gremo pa na morje
- Pancer Tanc
- Greva gor v hribe
- Mal' naprej pa mal' nazaj
- Ša la la
- Zvočnik na pločnik
- Sto na uro
- S kitaro po stari Ljubljani
- S kitaro po galaksiji (z Matjažem Javšnikom)
- Zgodba o prijateljstvu
- Zdaj pa kozarce vsi v zrak
- Marilyn Monroe
- Gremo okrog sveta
- Z nogo ob tla
- Ko-ko-ko
- Pod krošnjo starega bora
- U U U
- Punca, drž' se stran od mene
- Če se od spominov da živet'
- Živela ženin in nevesta
- Cel svet imaš na dlani
- Kam se želvica je skrila
- Ruzak
- Avtobus
- Ma ni da ni

## Udeležba na festivalih
Skupina Čuki je skozi čas delovanja poleg ustvarjanja uspešnic nastopila in se predstavila tudi na več pomembnejših slovenskih glasbenih festivalih:
Melodije morja in sonca
- Svetilnik ljubezni (1991) – nagrada za najboljšega debitanta
- Pesem o kraljestvu, ki ga vzel je čas (1992)
- Črne oči (1993) – 1. mesto

Pop delavnica
- Vso srečo ti želim (1990) – nagrada strokovne žirije
- Prišel bo spet dan (1991)

Slovenska polka in valček
- Kraljestvo naše sreče (2000) – 1. mesto
- Lahko noč (2016) – 2. mesto med valčki

EMA
- Mal' naprej pa mal' nazaj (2009) – 7. mesto (Jože Potrebuješ je bil povabljen kot avtor s strani strokovne žirije)